# Franz Burgmeier
 (janvier 2010).
Si vous disposez d'ouvrages ou d'articles de référence ou si vous connaissez des sites web de qualité traitant du thème abordé ici, merci de compléter l'article en donnant les références utiles à sa vérifiabilité et en les liant à la section « Notes et références ».
Franz Burgmeier, né le 7 avril 1982 à Triesen, est un footballeur international liechtensteinois. Il évolue au poste de milieu de terrain.
Après la fin de sa carrière de joueur en 2018, il devient le directeur sportif du FC Vaduz.

## Biographie
Franz Burgmeier joue 111 fois pour l'équipe du Liechtenstein de football, marquant 9 buts. Il connaît une semaine faste en octobre 2004 lors des éliminatoires de la Coupe du monde 2006 en marquant trois buts en deux matchs face au Portugal (2-2, 1 but) puis au Luxembourg (4-0, 2).
Après sa formation au Liechtenstein, notamment au FC Vaduz en Challenge League, il signe au FC Aarau pour un an. Il est ensuite recruté par le FC Bâle, puis après une année et demie au club, il est prêté au FC Thoune pour la fin de la saison 2007-2008. 
De retour de prêt, son contrat n'est pas reconduit. Après quelques semaines, il signe au FC Darlington.
Lors du mercato estival de 2009, il retourne dans son club formateur, le FC Vaduz. Il y joue pendant neuf saisons avant de terminer sa carrière en 2018.

## Carrière
| Saison      | Club              | Pays          | Championnat  | Coupes | Europe       |
| 1999 - 2000 | FC Triesen        | Liechtenstein | 21 (11)      | -      | -            |
| 2000 - 2001 | FC Vaduz          | Liechtenstein | 0 (0)        | -      | -            |
| 2001 - 2002 | FC Vaduz          | Liechtenstein | 26 (5)       | -      | -            |
| 2002 - 2003 | FC Vaduz          | Liechtenstein | 31 (8)       | -      | -            |
| 2003 - 2004 | FC Vaduz          | Liechtenstein | 31 (5)       | -      | -            |
| 2004 - 2005 | FC Vaduz          | Liechtenstein | 27 (9)       | -      | -            |
| 2005 - 2006 | FC Aarau          | Suisse        | 35 (1)       | -      | -            |
| 2006 - 2007 | FC Bâle           | Suisse        | 19 (1)       | -      | 6 (0) (C1)   |
| 2007 - 2008 | FC Bâle FC Thoune | Suisse        | 4 (0) 17 (0) | -      | 2 (0) (C1) - |
| 2008 - 2009 | Darlington        | Angleterre    | 35 (2)       | 3 (0)  | -            |
| 2009 - 2010 | FC Vaduz          | Liechtenstein | 23 (1)       | 0 (0)  | -            |
| 2010 - 2011 | FC Vaduz          | Liechtenstein | 4 (1)        | 0 (0)  | -            |
| 2011 - 2012 | FC Vaduz          | Liechtenstein | 22(3)        | 0(0)   |              |
| 2012 - 2013 | FC Vaduz          | Liechtenstein | 33(5)        | 0(0)   |              |
| 2013 - 2014 | FC Vaduz          | Liechtenstein | 32(2)        | 0(0)   |              |
| 2014 - 2015 | FC Vaduz          | Liechtenstein | 30(4)        | 0(0)   |              |

## Palmarès
- FC Vaduz:
  - Coupe du Liechtenstein: Vainqueur en 2002, 2003, 2004, 2005, 2010, 2011, 2013, 2014, 2015, 2016, 2017, 2018
  -  Deuxième division Suisse: Champion en 2003 et 2014
- FC Bâle:
  - Coupe de Suisse: Vainqueur en 2007 et 2008[1],[2]